# Horný Badín
Horný Badín – wieś (obec) na Słowacji położona w kraju bańskobystrzyckim, w powiecie Krupina. Pierwsze wzmianki o miejscowości pochodzą z roku 1391.
Według danych z dnia 31 grudnia 2012, wieś zamieszkiwało 178 osób, w tym 86 kobiet i 92 mężczyzn.
W 2001 roku pod względem narodowości i przynależności etnicznej 99,49% mieszkańców stanowili Słowacy, a 0,51% Węgrzy.
Ze względu na wyznawaną religię struktura mieszkańców kształtowała się w 2001 roku następująco:
- Katolicy rzymscy – 94,39%
- Grekokatolicy – 0,51%
- Ewangelicy – 1,53%
- Ateiści – 3,06%
- Nie podano – 0,51%